# 社会環境
社会環境（しゃかいかんきょう）とは、社会学用語の一つである。これは人間が行っている生産や消費などの生活に、直接的あるいは間接的に影響を与えるような社会的な諸条件の総体のことである。組織や制度や階級や構造や慣習などが社会環境に当てはまる。これに対する事柄は自然環境だ。社会環境というのは宗教や言語や文化などといった、特定の人種によって作り出されている独特の事柄である。このため世界各国において発生している宗教問題や民族問題というのは、それぞれの社会環境が異なっているためであるということが大きな原因だ。